# Jakobitupproren

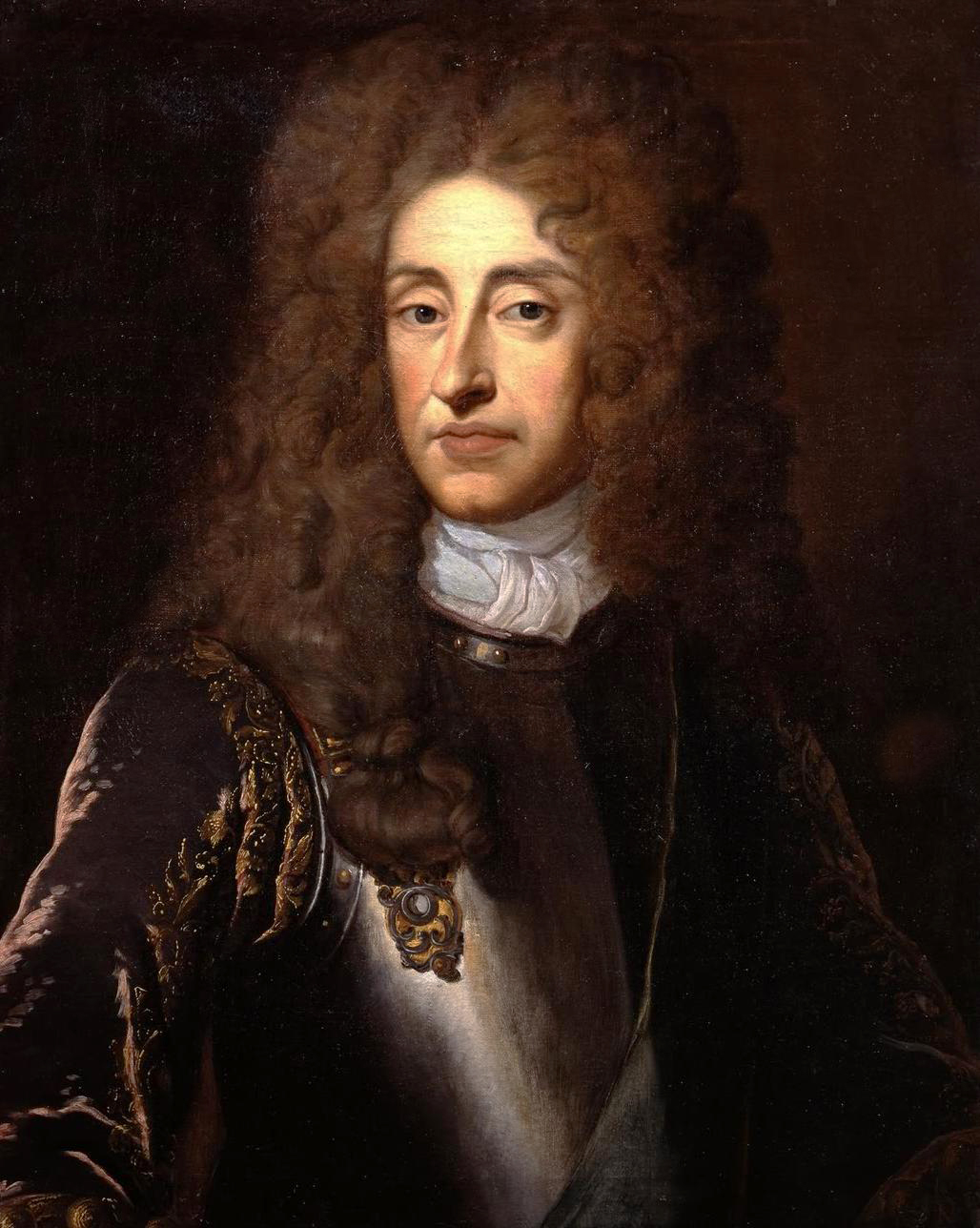
Porträtt av Jakob II av England, målat av Godfrey Kneller.

Jakobitupproren var en serie av uppror och krig i Storbritannien och på Irland. Upproren ägde rum mellan 1688 och 1746. Upproren hade som mål att återinsätta Jakob II av England - och senare hans ättlingar av huset Stuart - på Storbritanniens tron efter att han blivit avsatt av parlamentet under den Ärorika revolutionen.
Striderna var först och främst dynastiska, men hade också religiösa sidor eftersom de jakobitiska Stuart-arvingarna var katoliker. Många katoliker hade förhoppningar om att om man skulle lyckas sätta en katolsk monark på tronen skulle detta leda till stora ändringar i brittisk religionspolitik. 
När Jakob II av England avsattes insattes hans protestantiska dotter Maria II av England tillsammans med sin holländskfödde man Vilhelm av Oranien.
De största upproren skedde år 1715 samt år 1746. Det sista Jakobitupproret - även kallat "the Forty-Five" leddes av Karl Edvard Stuart, även känd som "Bonnie Prince Charles". Han blev i grunden besegrad vid Slaget vid Culloden 1746, och lyckades fly utomlands för att aldrig mer göra några upprorsförsök. Detta tillintetgjorde varje realistiskt hopp om att återinsätta en Stuart på tronen, och blev genom de drakoniska engelska bestraffningsåtgärderna efteråt slutet på de skotska striderna mot den engelska kronan. Engelsmännen försökte även utplåna klansystemet, och förbjöd bärandet av tartantyg och kilt.